# Il drago volante
Il drago volante (The Sky Dragon anche noto come Sky Dragon, Charlie Chan and the Sky Dragon, Charlie Chan in Sky Dragon e Murder in the Air) è un film del 1949 diretto da Lesley Selander basato sul personaggio di Charlie Chan creato da Earl Derr Biggers. Questo è il sesto ed ultimo film in cui Roland Winters interpreta Charlie Chan, nonché l'ultimo lungometraggio della serie creata nel 1930 dalla Fox Film Corporation.

## Trama
Su un aereo su cui viaggiano Lee e Charlie, la hostess Connie sembra conoscere parecchie persone a bordo, tra cui Wanda LaFern, star del Musical. Vittime di un caffè narcotizzato, tutti a bordo si addormentano ed il primo a svegliarsi è Lee, che scopre che uno dei due piloti è stato pugnalato, mentre l'altro è stato drogato e tramortito. Il denaro, 250.000 dollari, che l'aereo trasportava è sparito. A bordo risulta imbarcato anche John Anderson altro detective privato, assoldato da una compagnia di assicurazioni per tenere d'occhio il denaro. Lee riesce a riportare a terra il velivolo, ed il tenente della polizia Mike inizia ad interrogare i passeggeri: viene inizialmente sospettato il comandante Tim Norton, ma non ci sono prove a suo carico. Lee, aiutato dall'autista Birmingham Brown, inizia le sue indagini parallele su Wanda LaFern. La soubrette sembra destare l'interesse anche dei piloti Tim e Blake. Intanto Connie e Wanda si incontrano nei camerini del teatro dove la LaFern si esibisce. Nel teatro si introducono anche Lee e Birmingham, che rinvengono il corpo di Blake a terra colpito violentemente al capo. Inizia una caccia all'uomo nel locale che porta al fermo del capitano Tim che dichiara però di non essere responsabile del ferimento di Blake. Il tenente comunque dichiara in arresto Tim.
Chang si reca dal signor Andrew Smith/Barrett che confessa di avere un passato di galeotto in seguito alla sparizione di 60.000 dollari in circostanze simili a quelle della sera precedente, ma per il momento non sembra voler collaborare con Charlie. Poco dopo però Barrett fa irruzione in casa Chan dicendo di voler dichiarare qualcosa di importante, ma Anderson lo uccide prima che possa parlare, con il pretesto che temeva potesse uccidere Chan. L'unica parola che riesce a pronunciare è "mia moglie" così Chan tenta di scoprire l'identità della consorte ricorrendo al giudice di pace che aveva celebrato il matrimonio, ma prima che possano vedere i negativi delle foto della cerimonia, qualcuno appicca il fuoco alla casa. Si riesce a risalire comunque all'indirizzo della sposa: sorelle LaFern. Infatti Wanda e Connie risultano essere sorelle.
Chan decide di riunire sull'aereo tutti i protagonisti della vicenda: fa prendere posto a tutti nello stesso posto del viaggio; poi fa apparire sulla scena Blake, che sta per rivelare il nome dell'assassino, quando Connie estrae la pistola e confessa di essere lei la responsabile di tutto. Prima che possa usare l'arma ancora Anderson la fredda con un colpo di pistola. In realtà il vero Blake era morto in ospedale, e sotto le bende si nascondeva Lee. Resta da trovare solo il denaro scomparso: si trattava di una truffa architettata da Anderson in combutta con l'assicuratore French. Anderson però sorprende tutti e prende i comandi dell'aereo, si alza in volo, ma mentre tenta di lanciarsi con il paracadute, viene disarmato, ed il velivolo riportato a terra da Lee.

## Distribuzione
Distribuito dalla Monogram Pictures Studios, il film uscì nelle sale cinematografiche USA, il 27 Aprile 1949 con la prima a Los Angeles. In Francia uscì il 24 luglio 1953, con il titolo Charlie Chan et le dragon volant.